# Ben Burtt
Ben Burtt, född 12 juli 1948 i Syracuse, New York, är en amerikansk ljudtekniker.
Burtt är mest känd för sitt arbete i Star Wars-trilogierna, men har även varit med i produktionen av bland annat Indiana Jones-filmerna. Burtt har vunnit två Oscar för bästa ljud; E.T. the Extra-Terrestrial och Indiana Jones och det sista korståget. Han har även fått Oscars specialpris för ljudet i Stjärnornas krig och Jakten på den försvunna skatten.
Burtt har låtit Wilhelmskriket bli sitt "varumärke" och har det med i många (om inte alla) av sina filmer.
Slutade efter Star Wars: Episod III – Mörkrets hämnd, på Skywalker sound och är nu anställd hos Pixar Animation Studios, ett företag som George Lucas var med och skapade.
Burtt ger röst åt de två robotarna WALL•E och M-O i den animerade filmen WALL-E från 2008.